# Review of International Political Economy
Review of International Political Economy (RIPE) — спеціалізований економічний журнал. Видання засноване в 1994 р.
Журнал намагається визначити спільні точки зору політекономії, дослідників міжнародних відносин, географів та соціологів на проблеми міжнародної торгівлі та фінансів, виробництва та споживання, глобального управління та регулювання, культури та екології.
До редакційної ради журналу входять відомі економісти: Самір Амін, Б. Коен, А. Г. Франк, С. Джордж, М. Калдор, А. Липиця, Саскія Сассен, Іммануїл Валлерстайн та ін
Періодичність виходу журналу: 5 номерів на рік.